# Grote verwachtingen

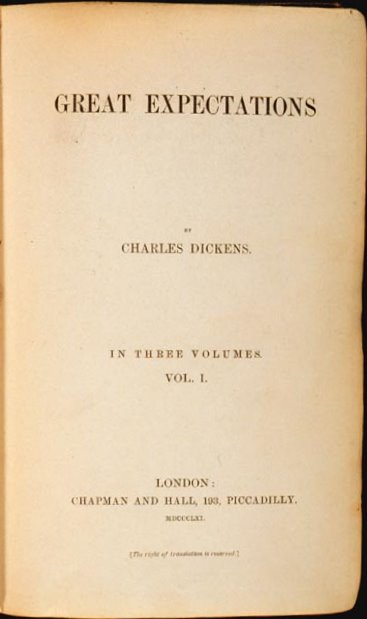
Titelpagina eerste editie

Great Expectations (Nederlands: Grote Verwachtingen) is een roman van de Engelse schrijver Charles Dickens, die eerst tussen december 1860 en augustus 1861 in het tijdschrift All the Year Round verscheen en aansluitend in boekvorm gepubliceerd werd.

## Inhoud
Great Expectations vertelt het verhaal van de wees Pip, van zijn vroege jeugd tot aan zijn jonge volwassenheid. De handeling speelt zich af van 1812 (Dickens' geboortejaar) tot 1840.
In het eerste deel van het boek wordt de jonge Pip in armoedige omstandigheden opgevoed door zijn oudere zus en haar man, dorpssmid Joe Gargery. Op het kerkhof loopt hij de ontvluchte gevangene Magwitch tegen het lijf, bevrijdt hem van zijn ketenen en biedt hem hulp.
Pip leert vervolgens de excentrieke mannenhaatster Miss Havisham en haar pleegdochter Estella kennen. Pip wordt verliefd op Estella en droomt ervan een ‘gentleman’ te worden.
In het tweede deel van het boek woont Pip in Londen. Dankzij een onbekende weldoener krijgt hij een ‘voorname’ opvoeding en heeft hij een groot vermogen in het vooruitzicht. Hij breekt met zijn verleden en wordt een ‘snob’.

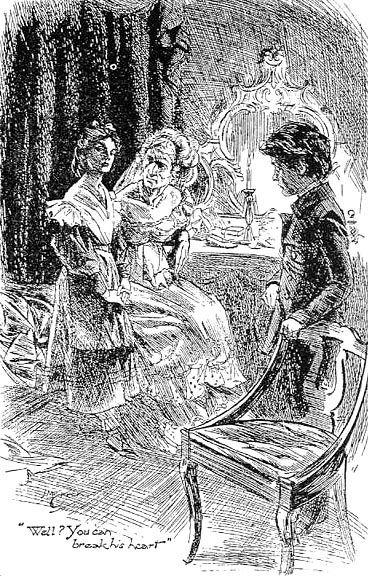
Miss Havisham, Pip, en Estella, door H.M. Brock

In het derde deel keert Pips weldoener terug uit deportatie naar Australië: het blijkt Magwitch te zijn, die hij vroeger geholpen heeft op het kerkhof en die intussen rijk is geworden. Vervolgens komen allerlei ‘geheimen’ uit het verleden uit: allerlei misdaden die eerder in het boek gebeurden worden nu verklaard, deels via Magwitch en de betrekkingen tussen allerlei hoofd- en nevenfiguren worden ineens verhelderd. Zo blijkt Magwitch ook de vader te zijn van Estella, die inmiddels met een nietsnut is getrouwd. Nadat Magwitch opnieuw is beschuldigd probeert Pip hem vervolgens opnieuw te helpen om naar het buitenland te vluchten, hetgeen mislukt, waarna Magwitch (na eerst te zijn veroordeeld) uiteindelijk in Pips armen overlijdt aan de gevolgen van die vluchtpoging. Op zijn vermogen wordt beslag gelegd en daarmee eindigen de ‘grote verwachtingen’ van Pip, die zijn eigen brood gaat verdienen als medewerker van een handelsonderneming waarin hij aanvankelijk zelf geïnvesteerd had.
Als Pip na jaren terugkeert naar huis, naar zijn zwager de smid Joe Gargery, treft hij daar Estella die intussen weduwe is geworden. Uiteindelijk vinden ze elkaar zo alsnog: een ‘happy end’ dat aanvankelijk overigens niet door Dickens gepland was (hij wilde de 'wraak' van Miss Havisham op de mannen doen uitkomen), maar waartoe hij zich door zijn vriend Edward Bulwer-Lytton had laten overhalen.

## Waardering
Hoewel Great Expectations bij verschijnen in tijdschrift All the Year Round door het grote publiek goed ontvangen werd, was de toenmalige kritiek negatiever: het boek zou humorloos zijn en te veel leunen op het sentiment. Het werd door de meeste critici gezien als een van de mindere romans van Dickens. In de twintigste eeuw sloeg deze mening echter om. Er werd plots een psychoanalytische en sociologische (structuralistische) diepgang in het boek gezien en ook vanuit literair oogpunt wordt Great Expectations nu algemeen beschouwd als een der betere werken van Dickens.
In 2002 werd Great Expectations opgenomen in de lijst van beste 100 boeken uit de wereldliteratuur, samengesteld door de gezamenlijke Noorse boekenclubs en de Zweedse Academie, in 2003 reikte het tot de 17e plaats in de Britse Big Read-verkiezing.
Great Expectations werd in de twintigste eeuw ook tal van keren verfilmd, meest recent door Mike Newell in 2012.